# Parornix anguliferella
Parornix anguliferella är en fjärilsart som först beskrevs av Philipp Christoph Zeller 1847.  Parornix anguliferella ingår i släktet Parornix och familjen styltmalar.
Artens utbredningsområde är:
- Österrike.
- Bulgarien.
- Tjeckien.
- Slovakien.
- Frankrike.
- Tyskland.
- Grekland.
- Ungern.
- Italien.
- Nederländerna.
- Polen.
- Rumänien.
- Schweiz.
- Turkiet.
- Moldavien.
- Ukraina.
- Kroatien.

Inga underarter finns listade i Catalogue of Life.